# Lijst van edities van het autosalon van Brussel
Dit is een lijst van edities van het Autosalon van Brussel. Op deze lijst staan de edities vanaf 1902, dat wil zeggen ook de edities die nog niet de naam "European Motor Show" droegen.  
- Automobiel- en Rijwielsalon 1902
- Automobiel- en Rijwielsalon 1903
- Automobiel- en Rijwielsalon 1904
- 29ste Salon van auto en rijwiel: 8-19 jan. 1938
- Salon van Auto en rijwiel 1939
- Auto-, Motor- en Fietssalon 1955
- Auto-, Motor- en Fietssalon 1956
- Auto-, Motor- en Fietssalon 1978
- 61ste Salon voor Bedrijfsauto's: 13-23 jan. 1983
- 62ste Internationaal Auto-, Motor- en Rijwielsalon: 13-23 jan. 1984
- 64ste Auto-, Motor- en Rijwielsalon: 15-26 jan. 1986
- 66ste Auto-, Motor- en Rijwielsalon: 13-24 jan. 1988
- 67ste Salon voor Bedrijfsvoertuigen: 12-22 jan. 1989
- Autosalon 1992: 16-26 jan. 1992
- 76ste Internationaal Auto-, Motor- en Fietssalon / Brussels International Motor Show 1998: 15-25 jan. 1998
- Brussels International Motor Show 2004
- European Motor Show Brussels 2006